# Шоломник
Шоломник (Paradigalla) — рід горобцеподібних птахів родини дивоптахових (Paradisaeidae).

## Назва
Назва Paradigalla з латини перекладається як «райська курка».

## Опис
Це птахи чорного забарвлення блакитними і жовтими пір'їнами навколо дзьоба.

## Поширення
Обидва види роду мешкають у лісах острова Нова Гвінея.

## Види
- Paradigalla brevicauda — шоломник короткохвостий
- Paradigalla carunculata — шоломник довгохвостий